# Giovanni Vacchetta
Giovanni Vacchetta (* 2. Februar 1863 in Cuneo; † 19. Mai 1940 in Fossano) war ein italienischer wissenschaftlicher Zeichner und Architekturhistoriker.

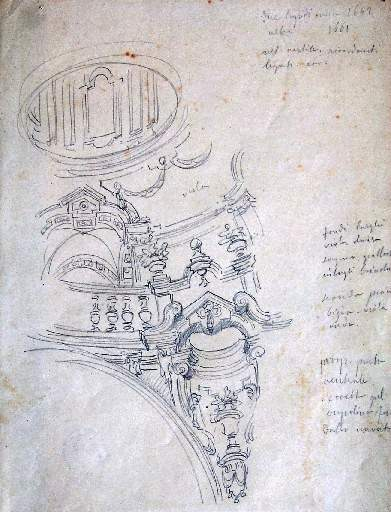
Eine Zeichnung von Vacchetta aus der Ortschaft Melle in der Provinz Cuneo

## Leben
Giovanni Vacchetta stammte aus der italienischen Stadt Cuneo im westlichen Piemont. Er absolvierte die Ausbildung als Zeichner an der Accademia Albertina in Turin. Er erhielt eine Anstellung als Professor für Bauornamentik am Museo Industriale Italiano di Torino und wurde später Direktor der Abteilung für Kunstgewerbe am Museo Civico d’Arte Antica von Turin. Auf seinen Reisen dokumentierte er mit zeichnerischen Mitteln die traditionelle Architektur in zahlreichen Ortschaften des Piemonts. Die Bildersammlung ergänzte er für seine Publikationen mit historischen Notizen aus Archivdokumenten.
Von ihm stammen die Entwürfe für die Aula magna im herzoglichen Schloss Castello del Valentino in Turin. Er arbeitete als archäologischer Zeichner und lieferte Vorlagen für Bauprojekte des Denkmalpflegers und Kunsthistorikers Alfredo D’Andrade, der unter anderem die Sacra di San Michele restaurierte und in den 1880er Jahren für die Allgemeine Ausstellung 1884 im Parco del Valentino bei Turin eine Mustersiedlung spätmittelalterlicher Architektur mit dem Namen Borgo e rocca medievali di Torino ausführte. Seine architekturgeschichtlichen Zeichnungen sind mehrheitlich in der Sammlung der Società per Studi Storici, Artistici ed Architettonici della Provincia di Cuneo archiviert.

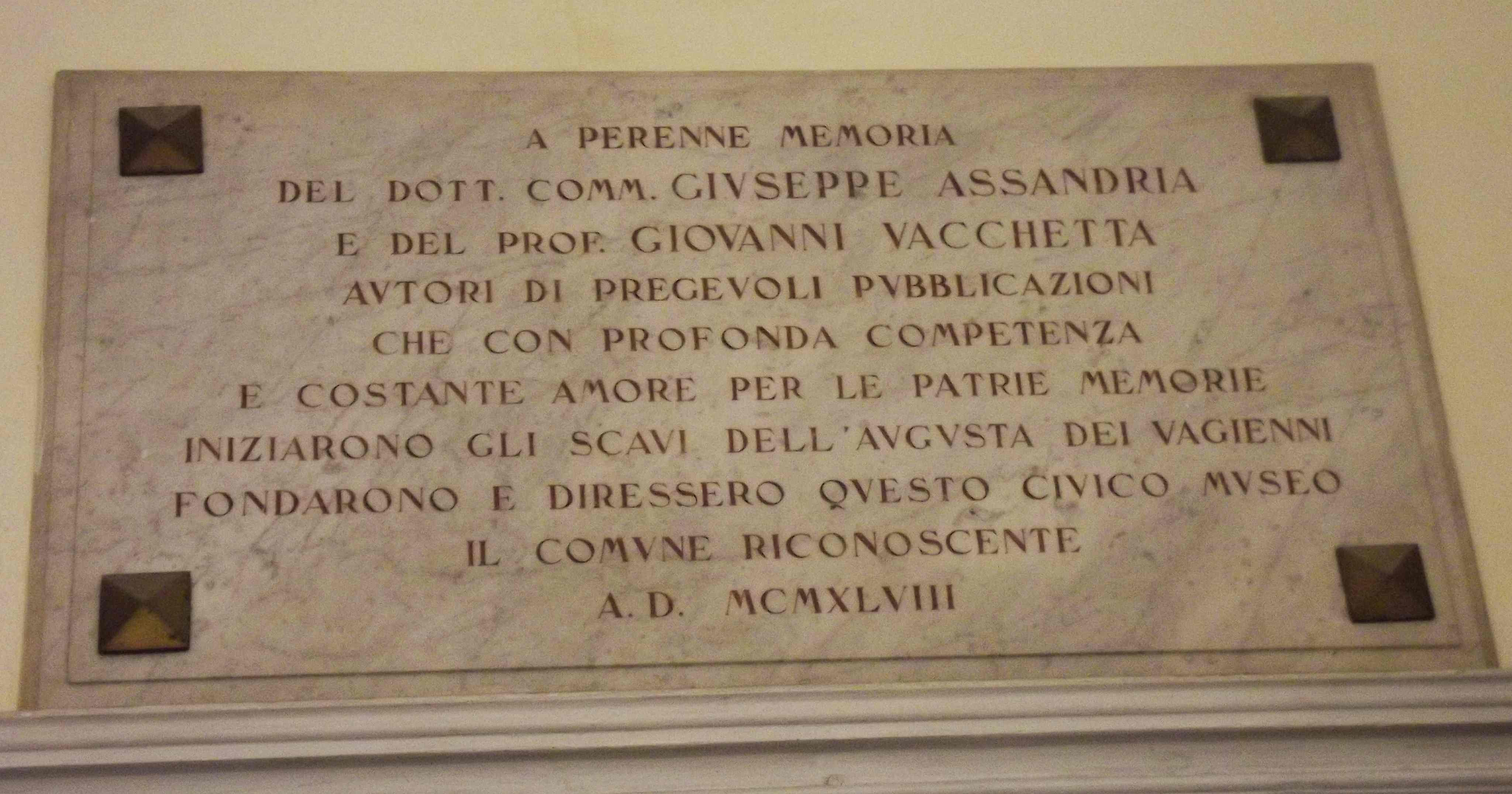
Inschrift im Museum von Bene Vagienna

Mit Giuseppe Assandria unternahm Giovanni Vacchetta die ersten archäologischen Ausgrabungen im Areal der antiken Stadt Augusta Bagiennorum in der Provinz Cuneo.

## Werke
- Dell’antico teatro di Augusta Bagiennorum. Rom 1894.
- Nuove esplorazioni nell’area di Augusta Bagiennorum fatte nel 1897. Anfiteatro, tempio, chiesa cristiana. Relazione. Turin 1898.
- Prosecuzione degli scavi nell’area di Augusta Bagiennorum. Turin 1901.
- Cinquanta modelli elementari di disegno a mano libera. Turin 1914.
- Tombe romane scoperte in Torino il 15 maggio 1906. Turin 1914.
- Modelli dell’arte del ferro di epoche e tecniche diverse. Turin 1917.
- Arte del legno. Turin 1921.
- Augusta Bagiennorum. Planimetria generale degli scavi con cenni illustrativi. Bene Vagienna 1925.
- I Gesuiti a Cuneo. Cuneo (nach 1930)
- L’antica ala del mercato in Saluzzo. In: Bollettino della Società per gli studi storici, archeologici e artistic della provincial di Cuneo, 4, 1930.
- La Chiesa di s. Giovanni di Saluzzo. La cappella funeraria dei Marchesi. Il convento domenicano. Studio storico artistico. Turin 1931.
- I ritratti di Margherita di Foix. Bene Vagienna 1937.
- Il pittore Sebastiano Fuseri di Fossano. Bene Vagienna 1938.